# Genderová role

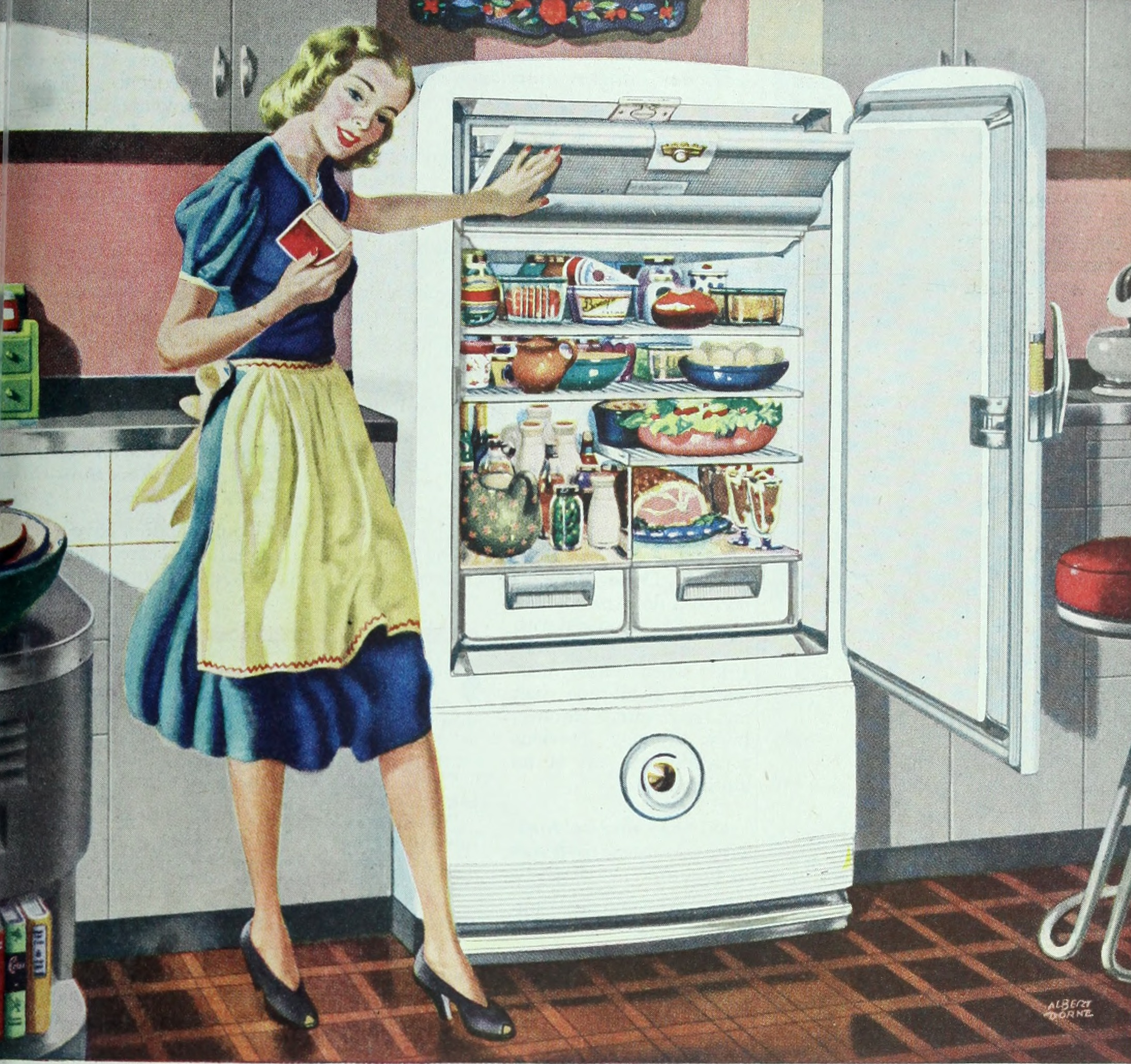
Tradiční idea role ženy zahrnuje péči o rodinu a domácnost

Genderová role, někdy také rodová role, je pojem označující každou vlastnost a každý způsob chování, které jsou prostřednictvím společenských představ a norem, obvykle nepsaných, spojeny s maskulinitou a feminitou, případně s mužstvím a ženstvím. Genderové role bývají vedle genderové identity a genderových stereotypů obvykle chápány jako jedna ze součástí genderu, tedy společenského pojetí mužskosti a ženskosti. Používá se také spojení „ideologie genderových rolí“, jelikož se vždy jedná o provázaný systém vyžadovaných a akceptovaných způsobů chování a někdy bývá společností vnímán jako objektivně daný a neměnný.
Genderový řád je pojem s genderovými rolemi úzce související a zavedený australskou socioložkou Raewyn Connellovou. V obecném uvažování je s nimi někdy zaměňován. Popisuje celospolečenský mocenský poměr mezi gendery a z něj vyplývající společenské úlohy a role, jednotlivým genderům přidělované. Součástí genderového řádu jsou podle teorií Connellové genderové režimy, totiž institucionalizované mocenské vztahy v určitých oblastech společnosti (rodina, škola, korporace), které danou oblast charakterizují a prostřednictvím mocenských, výrobních, citových a symbolických vztahů prosazují v dané oblasti očekávané způsoby chování.

## Vliv kultury a změny genderových rolí
Genderové role v odlišných kulturách lze snadno empiricky zkoumat. Značné rozdíly v této oblasti je možné pozorovat například mezi moderní sekulární západní kulturou, založenou na křesťanských a humanistických principech, a například současnými blízkovýchodními kulturami vycházejícími z islámu. Ještě větší odlišnosti lze vidět u některých tradičně žijích domorodých kmenů. Evropská a západní emancipace role ženy ve společnosti zcela neodpovídá rolím žen například v Pákistánu a nebo u mongolských kočovných kmenů, což dokazuje, že genderové role a genderový řád jsou společenskými konstrukty. Vypovídající je například srovnání Islandu a Egypta. Při veřejném průzkumu na otázku „Měla by být pracovní místa v případě jejich nedostatku omezena pouze na mužskou část populace?“ na Islandu odpovědělo kladně pouze 3,6 % obyvatelstva, kdežto v Egyptě 94,9 %.
Genderové role se však neliší pouze geograficky, ke značným proměnám může docházet v průběhu času v rámci jediné kultury. Někdy jde o dílčí obraty, jako v případě tkalcovství. V západoevropské civilizaci byly až do poloviny 12. století vnímány veškeré činnosti spojené s výrobou textilií (předení, tkaní, stříhání, šití) jako čistě ženská činnost. S vzestupem profesionalizované produkce a vznikem komplikovanějších výrobních nástrojů se významná část této výroby přenesla na muže, kteří měli také, na rozdíl od žen, možnost být organizováni v ceších. Mohou se však odehrávat ještě výraznější změny. V celém průběhu 20. století například docházelo v západní kultuře ke značným posunům v ekonomických genderových rolích. Uvádí se, že v roce 1900 vykonávalo placenou práci asi 20 % žen, v 50. letech 20. století přibližně třetina žen a v roce 2000 již 63 % žen. Jiným příkladem jsou změny genderových rolí v oblasti náboženské praxe. Křesťanství až do začátku moderní doby vyhrazovalo kněžskou pozici pouze mužům, v 19. století se však v amerických protestantských církvích začalo objevovat ženské svěcení. V 70. letech 20. století se počet protestantských duchovních začal prudce zvyšovat (ze 3 % v roce 1970 na 10 % v roce 1990). V některých církvích, například Americké episkopální církvi (1989) nebo Norské církvi (1993) objevily i ženské biskupky. V Norské církvi tvořily v roce 2010 ženy čtyři z jedenácti biskupů.
Přestože dochází k proměně genderových rolí v čase, býva zároveň jejich stávající podoba často zakořeněna v kultuře tak silně, že pro osoby tyto role hrající je jejich změna zcela nepředstavitelná. Pak jsou genderové role vnímány coby biologická nebo metafyzická danost. Existuje-li například představa, že žena se objektivně biologicky hodí pouze k domácí práci, nedává pak společnost ženám možnost vzdělání, což opětovně utužuje jejich genderovou roli vykonavatelek domácích prací. Zároveň může představa, že ženy jsou biologicky předurčeny k tomu, být lepšími vychovatelkami dětí, vést k tomu, že rodinné soudnictví bude za všech okolností preferovat ženu jako osobu, jíž je dítě svěřeno po rozvodu. Přenechá-li však žena v takovém případě dítě partnerovi dobrovolně, může to vést k její stigmatizaci, neboť je vnímána jako člověk odmítající naplňovat svou genderovou roli.

## Moderní západní genderové role
V moderní západní kultuře jsou mužské genderové role obecně rigidnější než ženské. Ženy a dívky mohou hrát jak tradičně feminní genderové role spojené se starostlivostí a výrazným projevováním emocí, ale do jisté míry mohou přijímat také role maskulinní (důraz na dosahování úspěchu a fyzickou zdatnost, aktivita, krátké vlasy a kalhoty), zatímco u mužů je za nemístné považováno cokoliv jen vzdáleně feminního, například růžová barva oblečení. V anglofonních kulturách existují také specifické výrazy pro děti, které svým chováním a zájmy hrají jinou roli, než jaká je od nich očekávána na základě jejich genderové identity. Chlapci, jejichž chování naplňuje očekávání kladené na feminní gender, se označují spíše pejorativně jako „sissy-boys“, dívky chovající se podle maskulinních standardů jako „tomboys“.
Jiným příkladem tohoto jevu jsou mechanismy vyrovnávání se stresem. Zatímco očekávanou feminní reakcí je pláč, maskulinní role vyžaduje vulgarismy. Ve druhé polovině 20. století se závaznost těchto rolí zmenšila: stalo se běžným, že také ženy užívají vulgárního jazyka. Pláč nicméně zůstal s maskulinní rolí neslučitelný. Je přitom možné, avšak nejisté, že na pláč mají vliv hormony (jako prolaktin), a je-li tomu tak, pak je náchylnost k pláči jako genderová role také částečně biologicky podmíněná. Obecně lze také říci, že feminní genderové role se pojí s projevováním prosociálních emocí (empatie, radost, nadšení) a emocí spojených s bezbranností (strach, smutek, zahanbení). Naproti tomu maskulinní genderové role jsou spojené s projevy takových emocí, které slouží k projevu nebo posílení moci (hněv, hrdost, pohrdání).